# Sporoschisma
Sporoschisma — рід грибів родини Chaetosphaeriaceae. Назва вперше опублікована 1847 року.